# إقليم الدلتا

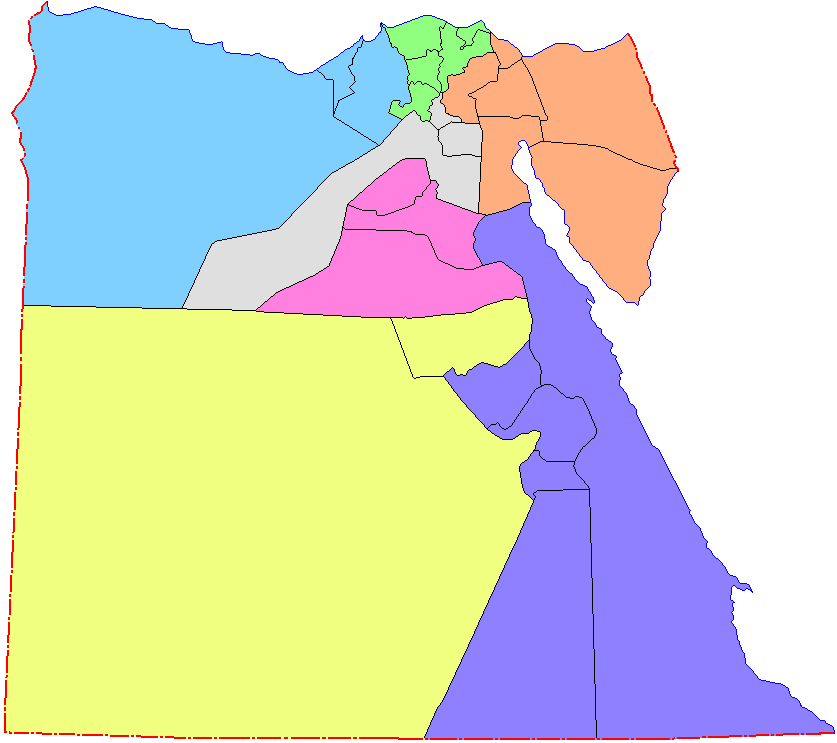
خريطة أقاليم مصر الاقتصادية:
إقليم الدلتا.

إقليم الدلتا هو الإقليم الرابع من أقاليم مصر السبعة ، ويضم كل من محافظات الغربية والدقهلية ودمياط وكفر الشيخ والمنوفية بمساحة إجمالية 12357٫4 كم2 (2٫94 مليون فدان) تمثل نحو 1٫22 % من جملة مساحة الجمهورية.
كما يقطن بالإقليم نحو 15٫8 مليون نسمة يمثلون نسبة 22٫6 % من جملة سكان الجمهورية وفقًا لتقديرات 2005 (ونحو 19,145,755 نسمة حسب تعداد 2015).

## الملامح الطبيعية والإدارية
يشغل إقليم الدلتا المنطقة الوسطى من شمال الجمهورية ، حيث يمتد من ساحل البحر المتوسط شمالًا بواجهة بحرية تصل إلى مائتين كيلومتر إلى حدود إقليم القاهرة جنوبًا ، كما يحده شرقًا إقليم قناة السويس والصحراء الشرقية ، ويمتد غربًا حتى إقليم الإسكندرية والصحراء الغربية.

تتميز منطقة الدلتا بالسطح المستوي ، بميل متوسط 1/ 10000 ، غير أن درجة الانحدار ليست واحدة في كل أرجاء الدلتا ؛ إذ أن السطح أكثر استواءً في الجنوب عن الشمال ، كما أن الانحدار فيها من الشرق للغرب ، لذا كان مستوى فرع دمياط أعلى من منسوب فرع رشيد بحوالي مترين. وأراضي الإقليم - وإن كانت أراضي زراعية بوجه عام - إلا أن الجزء الشمالي تظهر به المستنقعات والبحيرات والكثبان الرملية ، وتتعرض السواحل الشمالية للدلتا للنحر أو الترسيب أو تآكل الشواطئ. وينحصر الإقليم بين خطي طول 22َ 30 ْ و05َ 31 ، وبين دائرتي عرض 01َ 30 ْو 03َ 31 ْ.

## المناخ
يتسم المناخ في الإقليم بالتجانس إلى حد كبير ، وإن كانت لظروف الموقع وإطلالة الإقليم على البحر المتوسط في الشمال أثر واضح على وجود بعض الاختلافات في عناصر المناخ ؛ فالنطاق الساحلي الشمالي أكثر دفئًا في فصل الشتاء بالمقارنة بالمناطق الواقعة في جنوبه ، كما أنه أقل حرارة وأكثر رطوبة في فصل الصيف عن باقي الدلتا ، وترتفع سرعة الرياح في النطاق الساحلي وتقل كلما اتجهنا جنوبًا داخل الدلتا. كما يتزايد التساقط المطري مع التحرك شمالًا ، ويتراوح ما بين 25 مم/سنة في أقصى جنوب الإقليم إلى 250 مم/سنة في أقصى الشمال الغربي.

## الهيكل الإداري
يتكون الهيكل الإداري لإقليم الدلتا من خمس محافظات هي: (الدقهلية ، دمياط ، كفر الشيخ ، المنوفية ، الغربية) ، بإجمالي عدد مراكز 48 مركزًا تضم 58 مدينة و 1404 قرية (339 قرية رئيسية ، 1065 قرية تابعة).
| المحافظة  | المساحة الكلية | المساحة الكلية | %     | المراكز | المدن  | القرى | تابعة |
| المحافظة  | كم2            | فدان           | %     | المراكز | المدن  | القرى | تابعة |
| --------- | -------------- | -------------- | ----- | ------- | ------ | ----- | ----- |
| الدقهلية  | 3538٫23        | 842091٫6       | 28٫6  | 15      | 18     | 114   | 475   |
| دمياط     | 910٫26         | 216651٫4       | 4     | 7٫4     | 11 [1] | 43    | 80    |
| كفر الشيخ | 3466٫7         | 825074٫6       | 28٫1  | 10      | 10     | 44    | 206   |
| المنوفية  | 2499٫0         | 594762         | 20٫2  | 9       | 10 [2] | 69    | 313   |
| الغربية   | 1943٫3         | 462498         | 15٫7  | 8       | 8      | 53    | 317   |
| الإجمالي  | 12357٫4        | 2941077٫6      | 100 % | 46      | 57     | 323   | 1391  |

## الملامح السكانية والعمرانية

### الملامح السكانية
تتضمن الملامح السكانية دراسة كل من الحجم والزيادة السكانية ، والتوزيع النسبي للسكان ، والتركيب الحضري/الريفي ، والهجرة بمحافظات الإقليم. وبلغ إجمالي حجم سكان إقليم الدلتا نحو 13٫5 مليون نسمة وفقًا لتعداد 1996 ، ويقدر في عام 2005 بنحو 15٫8 مليون نسمة تقريبًا ، محتلًا بذلك المرتبة الثانية بين أقاليم الجمهورية ، وبنسبة تبلغ 22٫6 % من إجمالي سكان الجمهورية.

ومن المتوقع أن يصل حجم الزيادة السكانية بالإقليم إلى نحو 4٫8 مليون نسمة في الفترة 2005–2022 ليبلغ تعداد الإقليم نحو 20٫6 مليون نسمة عام 2022 ، وتمثل هذه الزيادة نحو 22 % من الزيادة الكلية المتوقعة لسكان الجمهورية خلال نفس الفترة.

أما عن التوزيع النسبي للسكان بمحافظات الإقليم أن حوالي 55٫8 % من الحجم السكاني عام 2005 يتركز في محافظتي الغربية والدقهلية ، في حين تأتي محافظة دمياط في المرتبة الأخيرة بنسبة 7% من جملة عدد السكان.
- تقديرات الحجم والتوزيع النسبي لسكان محافظات إقليم الدلتا لعام 2005:

| المحافظة  | عدد السكان | التوزيع النسبي |
| --------- | ---------- | -------------- |
| الدقهلية  | 4929       | 31٫1 %         |
| دمياط     | 1095       | 7 %            |
| كفر الشيخ | 2625       | 16٫6 %         |
| المنوفية  | 3254       | 20٫6 %         |
| الغربية   | 3901       | 24٫7 %         |
| الإجمالي  | 15804      | 100 %          |

وعن التركيب الحضري/الريفي لسكان محافظات الإقليم تبرز الصفة الريفية للإقليم حيث لا يشكل سكان الحضر إلا نحو 27 % فقط من إجمالي سكان الإقليم عام 2005 ، بينما تبلغ نسبة سكان الريف 73 % من جملة سكان الإقليم لنفس العام.
| المحافظة  | عدد السكان | عدد السكان | إجمالي السكان |
| المحافظة  | حضر        | ريف        | إجمالي السكان |
| --------- | ---------- | ---------- | ------------- |
| الدقهلية  | 1403٫81    | 3525٫19    | 4929          |
| دمياط     | 327٫58     | 767٫49     | 1095          |
| كفر الشيخ | 601٫80     | 2023٫20    | 2625          |
| المنوفية  | 675٫22     | 2578٫78    | 3254          |
| الغربية   | 1212٫46    | 2688٫54    | 3901          |
| الإجمالي  | 4220٫87    | 11583٫2    | 15804         |

تسهم الهجرة في النمو السكاني لمحافظات إقليم الدلتا بالسالب ، وتتصدر محافظة المنوفية بقية المحافظات في إرسال المهاجرين إلى خارجها. وبصفة عامة ، تتجه معظم الحركة المهاجرة إلى محافظات إقليم القاهرة الكبرى ومحافظة الإسكندرية ، نتيجة لقرب المسافة بينهما.

### الملامح العمرانية
تمثل الملامح العمرانية محورًا هامًّا في دراسات الإقليم حيث أنها تربط بين الملامح الطبيعية والإدارية (البعد المكاني) والملامح السكانية ، وتشتمل الملامح العمرانية توزيع استخدامات الأراضي بمحافظات إقليم الدلتا ، الكثافات السكانية العمرانية ، والفئات الحجمية بمدن إقليم الدلتا.

تبلغ المساحة المأهولة للإقليم 12053 كم2 بنسبة 97٫5 % من إجمالي مساحته. وبتحليل استخدامات الأراضي بمحافظات إقليم الدلتا ، يتضح أن الاستعمالات الزراعية تشغل المسطح الأكبر من استخدامات الأراضي بمساحة تبلغ 2٫2 مليون فدان أي 9250٫3 كم2 بنسبة 74٫8 % من إجمالي مساحة الإقليم وبنسبة 31 % من إجمالي مساحة الأراضي الزراعية بالوجهين البحري والقبلي ، وتليها الاستعمالات العمرانية بنسبة 10٫8 % ثم الأراضي البور بنسبة 6٫2 % من إجمالي مساحة الإقليم.

ومن خلال العرض السابق ، يلاحظ أن إقليم الدلتا لا يزال محتفظًا بميزته النسبية ، حيث أنه يعتبر الإقليم الزراعي الأوحد في جمهورية مصر العربية حتى الآن ، وذلك على الرغم من التزايد المطرد في معدلات التآكل السنوي للأراضي الزراعية نظرًا لارتفاع معدلات الزيادة السكانية.